# Bianchi (przedsiębiorstwo)
FIV Edoardo Bianchi S.p.A. – włoski producent rowerów. Firma została założona w 1885, jest więc najstarszym wciąż aktywnym przedsiębiorstwem w branży. Bianchi jest uważana za jedną z najbardziej prestiżowych marek szosowych rowerów wyścigowych.

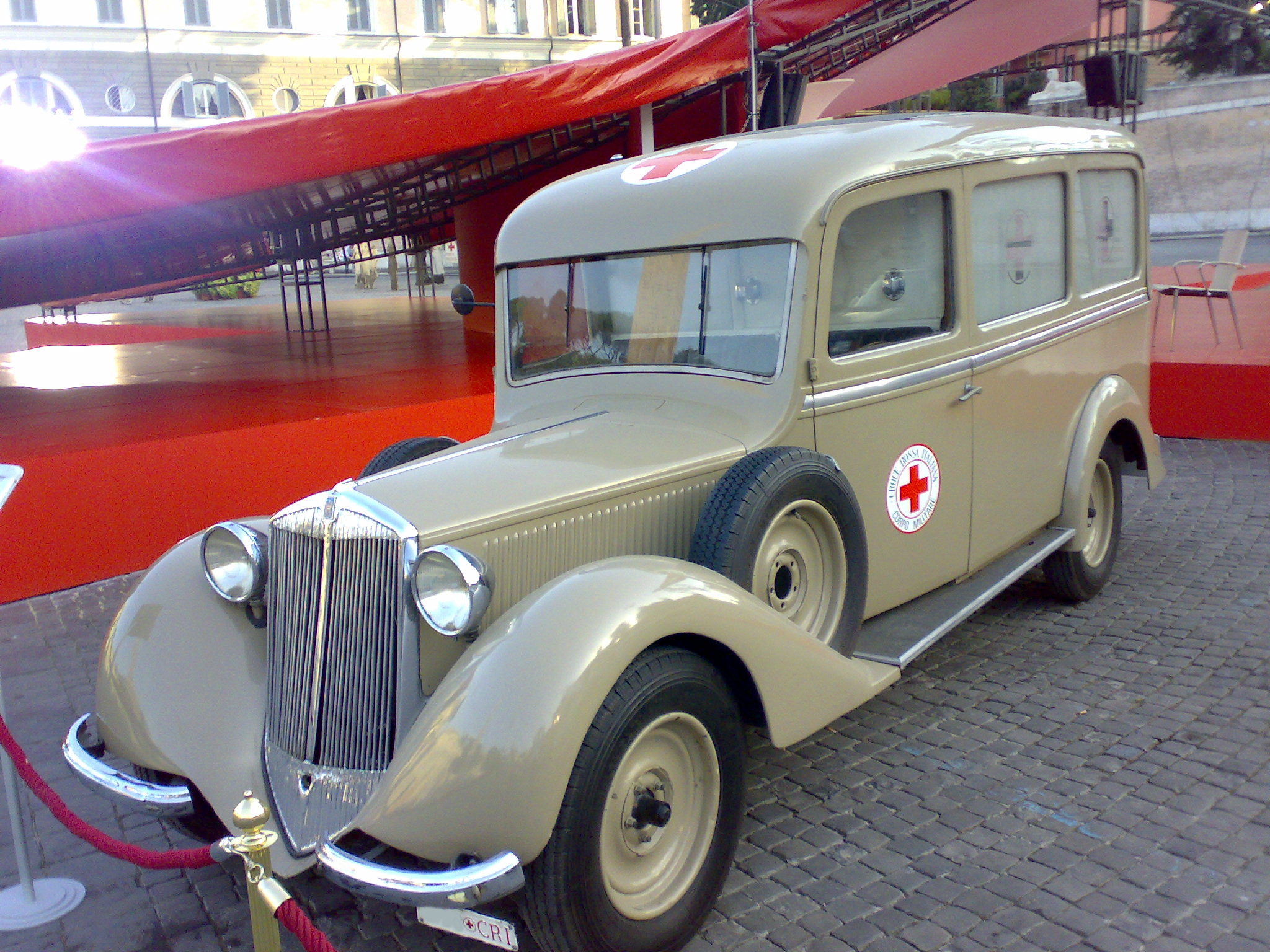
Ambulans Bianchi S9 z 1938 roku

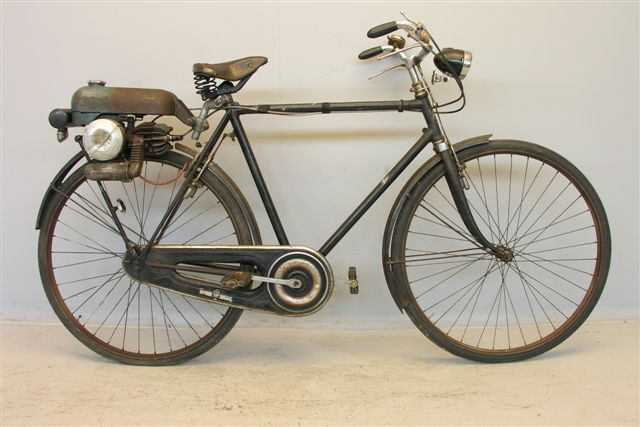
Rower Bianchi z roku 1950 z silnikiem

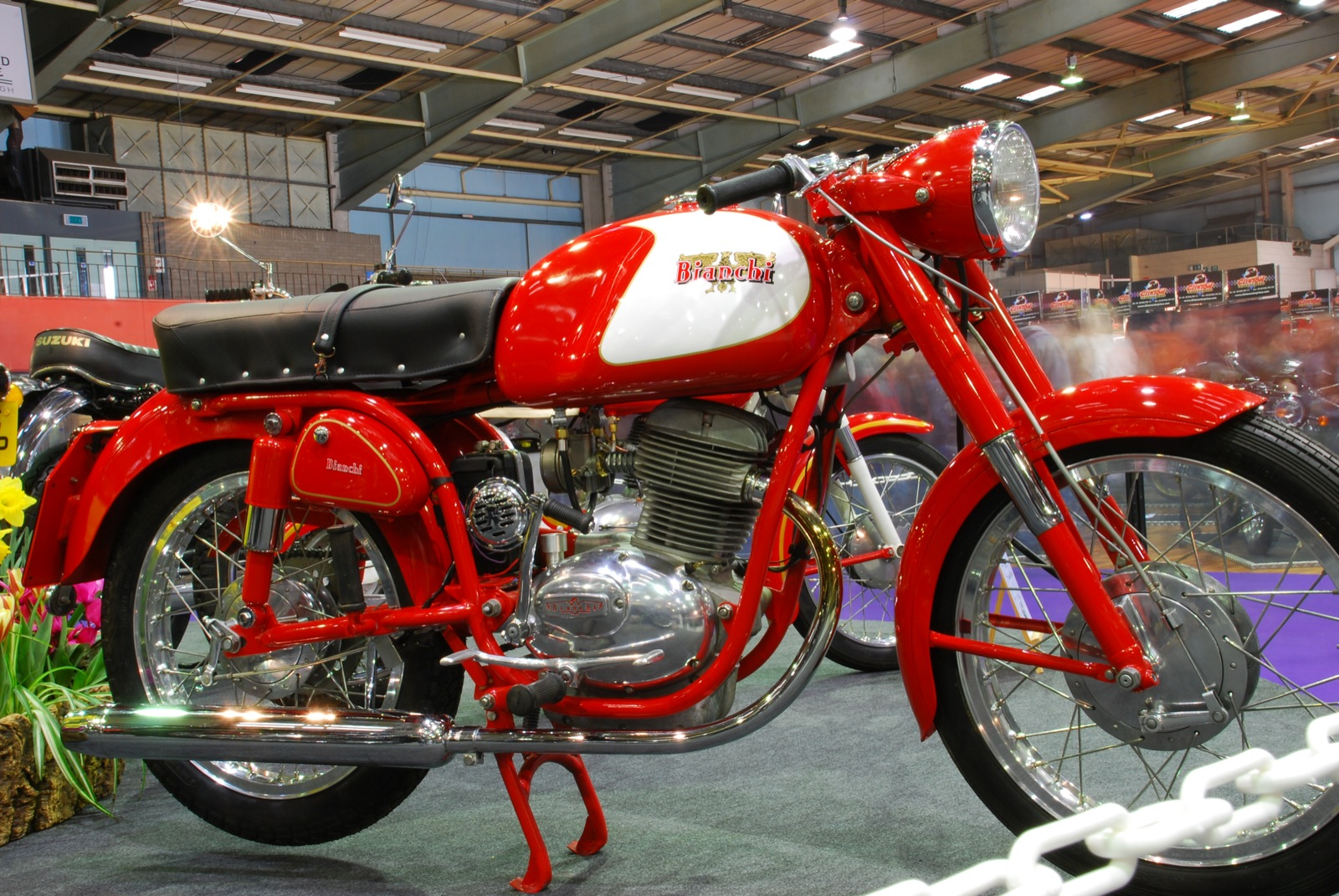
Motocykl Bianchi z 1960 roku

Edoardo Bianchi, od którego nazwiska wzięła się nazwa firmy, rozpoczął swoją działalność produkcyjną w małym sklepie w Mediolanie (obecnie uważanym za jeden z najlepszych artefaktów w mieście). Od tego czasu Bianchi stał się jednym z najbardziej cenionych producentów rowerów na świecie. Pionierskim rozwiązaniem było zastosowanie kół równej wielkości z gumowymi oponami.
Firma zajmowała się również produkcją samochodów (od 1900 do 1939) i motocykli (od 1897 do 1967). W 1957 firma Bianchi, razem z koncernem FIAT i firmą oponiarską Pirelli, wznowiły produkcję samochodów pod marką Autobianchi, w ramach powołanej dwa lata wcześniej spółki.
Od maja 1997, F.I.V. Edoardo Bianchi SpA i marki od niej zależne (np. Legnano, Gitane, Puch i Chiorda) zostały częścią Cycleuropa Group należącej do szwedzkiej spółki Grimaldi Industri AB. Bianchi jest obecnie zaliczany do najstarszych producentów rowerów na świecie. Firma produkuje rowery szosowe, górskie, torowe i typu cruiser. Najbardziej znane są rowery szosowe budowane przez Reparto Corse (dział wyścigów), fabryka w Treviglio we Włoszech, które częściej niż inne są wyposażone w części Campagnolo.
Oddział Bianchi w USA, zlokalizowany w Hayward w Kalifornii, sprzedaje rowery przygotowane wyłącznie na rynek amerykański, a wyprodukowane po części na Tajwanie i we Włoszech. Z oferty firmy Bianchi dostępnej w Stanach Zjednoczonych jedynie seria Reparto Corse jest wciąż produkowana wyłącznie we Włoszech.

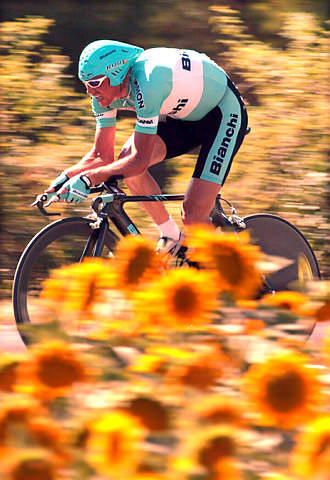
Jan Ullrich na rowerze Bianchi

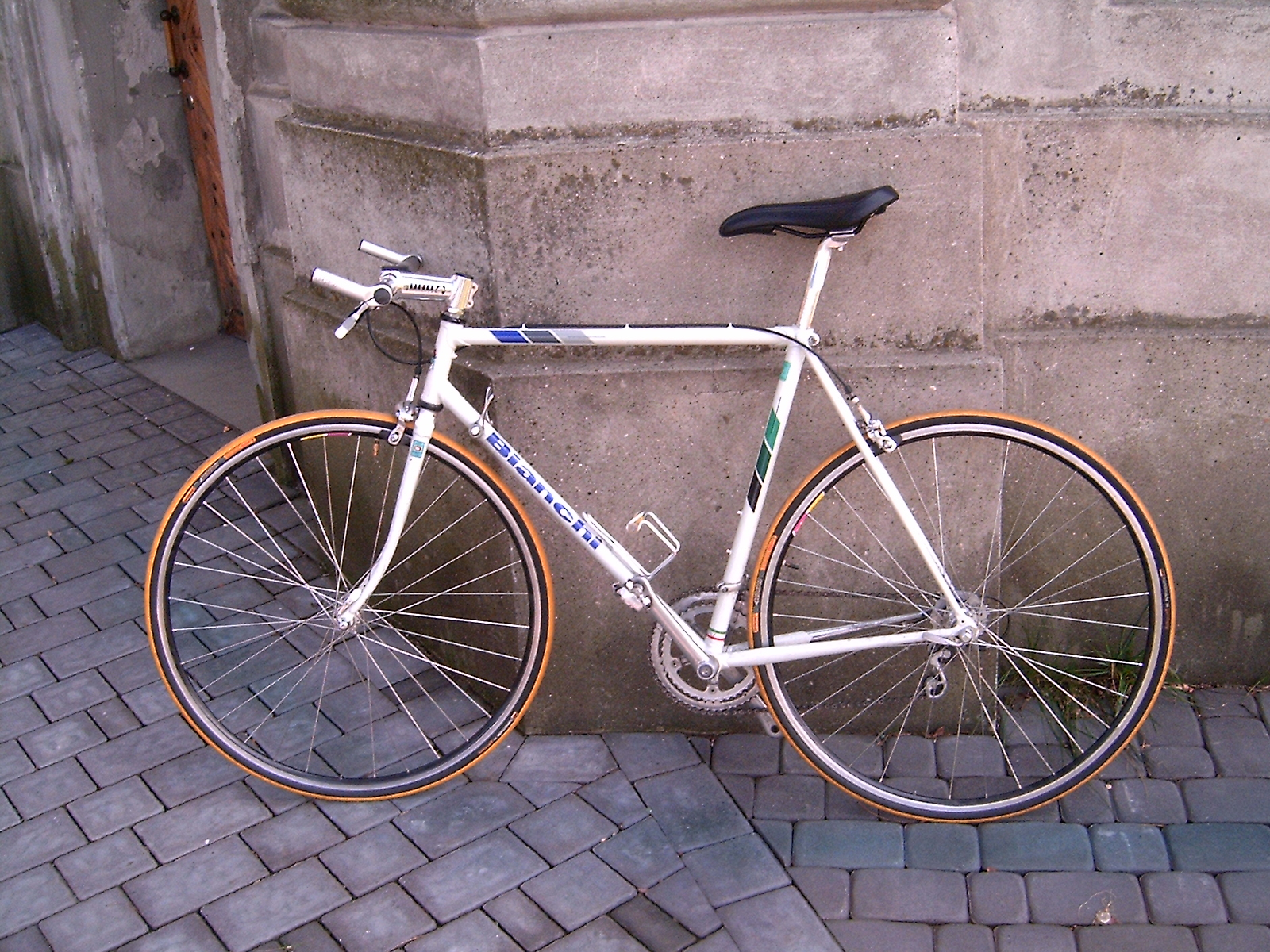
Rower Bianchi

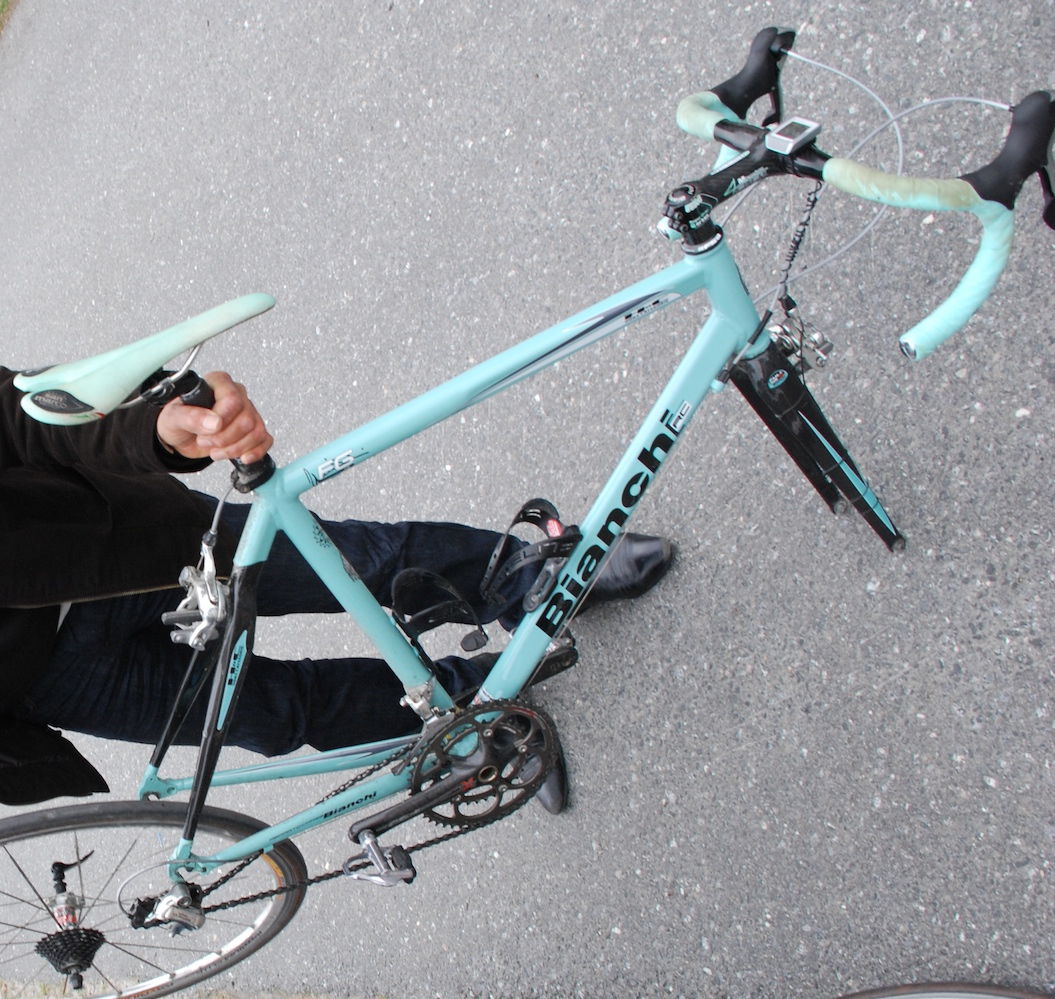
Rower w charakterystycznym kolorze Celeste

Zawodnicy na rowerach Bianchi byli często zwycięzcami Tour de France i Giro d'Italia.
Kilku słynnych zawodników z różnych epok było związanych z Bianchi, wliczając Fausto Coppiego oraz Felice Gimondiego, którzy są nadal powiązani z firmą. Ostatnio słynni zawodnicy to Danilo Di Luca, Mario Cipollini, Marco Pantani, Moreno Argentin i Jan Ullrich. Do sezonu 2007 firma Bianchi była w UCI ProTour jednym ze sponsorów zespołu Liquigas. W Tour de France 2008 firma była sponsorem zespołu Barloworld.
Rowery Bianchi są tradycyjnie malowane w charakterystycznym kolorze „Celeste” (turkusowy), znanym również jako „Bianchi Green”. Istnieją dwie legendy dotyczące pochodzenia tego koloru – niektórzy badacze twierdzą, że jest to kolor nieba nad Mediolanem, inni zaś uważają, że był to kolor oczu byłej Królowej Włoch, dla których Edoardo Bianchi wyprodukował rower. Istnieje także spekulacja, że „Celeste” był wynikiem nadwyżki wojskowych farb, właśnie w tym kolorze.